# Area
Area é um grupo italiano de rock progressivo.

## História
O grupo Area foi, em todos os sentidos, um grupo popular internacional, como dizia a capa do seu primeiro álbum, com o cantor egípcio Demetrio Stratos, que vinha do grupo beat I Ribelli, o baixista francês Patrick Djivas, depois na Premiata Forneria Marconi, e o saxofonista belga Victor Busnello.
Uma primeira formação, em 1972, compreendia ainda o pianista Leandro Gaetano e o guitarrista Johnny Lambizzi, este último substituído por Paolo Tofani, o músico com a maior experiência no grupo, tendo tocado durante os anos 60 com I Samurai junto ao futuro tecladista da Formula 3, Gabriele Lorenzi, e depois no grupo I Califfi, que incluía também o futuro baixista do Triade, Agostino Nobile.
O seu álbum de estréia, Arbeit macht frei, é um disco essencial no rock italiano dos anos 70, pleno de diversas influências mas absolutamente original na sua essência. A voz de Stratos é estupefacente, usada como um instrumento, e a base musical é potente, formada por músicos de primeira grandeza e grande criatividade. Estão presentes influências da música jazz e do folclore oriental, mas a música é difícil de etiquetar. A imagem do grupo era caracterizada pelo estilo do designer da Cramps, Gianni Sassi, que adiciona à música da banda um original estilo visual.
O segundo LP, Caution radiation area, foi mais experimental que o primeiro, com branos como Lobotomia e ZYG (Crescita Zero) fortemente influenciados pelo free jazz.
O terceiro, Crac, saído no mesmo ano, voltou a um estilo mais progressivo, com alguns dos seus melhores branos mais rockejantes como Gioia e rivoluzione e L'elefante bianco, mantendo as longas partes instrumentais que eram se tornaram uma característica do grupo.
A forte componente política na música do Area emerge no seu refazimento do hino socialista A internacional, saído no 45 rotações de 1974 e há muito tempo um clássico nos seus concertos, incluído também no sucessivo LP live de 1975 chamado Are(a)zione.
Em 1976, uma radical mudança de rota no estilo do grupo ocorre com a chegada de músicos jazz externos como o saxofonista Steve Lacy e o percussionista Paul Lytton, no álbum Maledetti. As influências jazz estão cada vez mais presentes como os discos sucessivos demonstram. O mesmo no que diz respeito às gravações posteriormente publicadas dos concertos de 1976.
Maledetti foi o último capítulo na longa relação Area/Cramps, e o grupo passou à etiqueta Ascolto.
O grupo estreou-se em Portugal na Festa do Avante de 1976, regressando em Março de 1978 para concertos em Lisboa, Porto e Coimbra.
Em 1978, é publicado Gli dei se ne vanno gli arrabbiati restano, o primeiro na nova etiqueta, o qual contem um par de músicas interessantes em estilo progressivo, como a inicial Il bandito del deserto e Hommage à Violette Nozières, junto a outras mais próximos ao free-jazz dos anos anteriores.
O consagrado vocalista Demetrio Stratos faleceu em 1979 de leucemia. Foi provavelmente um dos maiores cantores de toda a cena italiana e talvez até européia. O dia depois da sua morte testemunhou um grande concerto com vários artistas que ocorreu na Arena Cívica de Milão para lhe honrar a memória. Com 60.000 pessoas, a atração foi um evento único, originariamente organizada para recolher fundos a favor da custosa cura que Stratos estava tentando. Do evento, saiu um duplo álbum.
Um grupo derivado do Area chamado Area II apareceu nos anos 80, compreendendo porém só o baterista Giulio Capiozzo com outros músicos. Muito mais próximo ao jazz, no que diz respeito as precedentes encarnações do Area, o grupo realizou dois álbuns nos anos de 1986 e 1987. 
Um novo CD de nome Chernobyl 9771, foi publicado em 1997, por uma formação que incluía um outro componente original, Patrizio Fariselli, além de Capiozzo. Essa foi provavelmente a última vez que o nome apareceu em um disco de novas gravações. A banda tocou junta até 1999 antes de desaparecer. O baterista Giulio Capiozzo morreu em agosto de 2000.

## Integrantes
1973:
- Demetrio Stratos (voz, órgão, percussões)
- Paolo Tofani (guitarra, sintetizador)
- Victor Busnello (sax)
- Patrizio Fariselli (teclados)
- Patrick Djivas (baixo)
- Giulio Capiozzo (bateria, percussões)

1974:
- Busnello e Djivas substituídos por:
- Ares Tavolazzi (baixo)

## Álbuns
- 1973 Arbeit macht frei  Cramps (CRSLP 5101)
- 1974 Caution radiation area Cramps (CRSLP  5102)
- 1974 Crac Cramps (CRSLP  5103)
- 1975 Are(a)zione Cramps (CRSLP 5104)
- 1976 Maledetti Cramps (CRSLP 5105)
- 1978 Gli dei se ne vanno gli arrabbiati restano Ascolto (ASC 20063)
- 1979 Event '76 Cramps (5205 107)
- 1980 Tic & tac Ascolto (ASC 20224)
- 1997 Concerto Teatro Uomo  Cramps (CRSCD011/12) Concertos de 1976
- 1997 Parigi-Lisbona  Cramps (CRSCD018) Concertos de 1976
- 1997 Chernobyl 7991 Sony (486862 2) Novo álbum em estúdio
- 2002 Live 1977 Akarma (AK 1042/2 CD) Gravações inéditas em Turim